# Pecteneremus albella
Pecteneremus albella är en fjärilsart som beskrevs av Hans Georg Amsel 1959. Pecteneremus albella ingår i släktet Pecteneremus och familjen Symmocidae. Inga underarter finns listade i Catalogue of Life.